# تپه یوسف‌آباد (ابهر)
تپه یوسف آباد مربوط به دوره اشکانیان است و در شهرستان ابهر، بخش سلطانیه، دهستان سلطانیه، روستای یوسف آباد واقع شده و این اثر در تاریخ ۲۶ دی ۱۳۸۶ با شمارهٔ ثبت ۲۰۵۰۹ به‌عنوان یکی از آثار ملی ایران به ثبت رسیده است.